# 瑞金路站
瑞金路站是青岛地铁1号线的地铁车站，位于中华人民共和国山东省青岛市李沧区重庆中路与瑞金路交叉口南侧，于2020年12月24日开通。

## 车站结构
瑞金路站位于重庆中路与瑞金路交叉口南侧，沿重庆中路设置，呈南北走向，为地下两层岛式站台车站，车站长187.5米，车站地下一层为站厅层，地下二层为站台层，站台设置全高站台门。车站北侧设有一条存车线。
| 地面              | 出入口 | A、B出入口 |
| 地下一层          | 站厅   | 客服中心、自动售票机、验票机                                                                                      |
| 地下二层          | 站台   | \| \| \| 1号线往东郭庄（仙家寨（汽车北站）） \| \| 島式 · 開左邊车门 \| \| \| \| \| \| 1号线往王家港（遵义路） \| |
|                   |        | 1号线往东郭庄（仙家寨（汽车北站））                                                                               |
| 島式 · 開左邊车门 |        | |
|                   |        | 1号线往王家港（遵义路）                                                                                           |

## 出入口
瑞金路站共设2个出入口，各出口及周围设施如下所示：
| 编号                | 指示         | 建议前往的目的地 | 图片 |
| ------------------- | ------------ | ---------------- | ---- |
| A · 出口 · （设有） | 重庆中路(西) |                  |      |
| B · 出口            | 重庆中路(东) |                  |      |
| 图例： 设有         |              |                  |      |

## 接驳交通

### 公交车
- 重庆中路瑞金路：38路，105路，115路，116路，117路，118路，121路，373路，374路，605路，606路，608路，908路，935路，941路

## 车站历史
本站工程名与正式站名均为瑞金路站，以车站北侧的瑞金路命名。
- 2019年7月24日，车站主体结构封顶[4]。
- 2020年12月24日，车站随1号线北段通车开通[1]。